# Piedade (Jaboatão dos Guararapes)
Piedade é um bairro de Jaboatão dos Guararapes, integrante da Regional 06 — praias.
Destaca-se por sua praia homônima; ela era parte da praia de Candelária junto com a Praia de Boa Viagem e da Praia do Pina (Praia do Sport), em Recife e a Praia de Candeias, também em Jaboatão.
A Praia de Piedade, situada entre as praias de Boa Viagem, no Recife, e Candeias, em Jaboatão, era junto com estas e mais a Praia do Pina (Praia do Sport) conhecida como Praia da Candelária. Este nome era devido à antiga Igreja da Candelária que existia na Praia de Candeias, construída no final do século XVI e destruída na década de 1930 pelo avanço das marés.

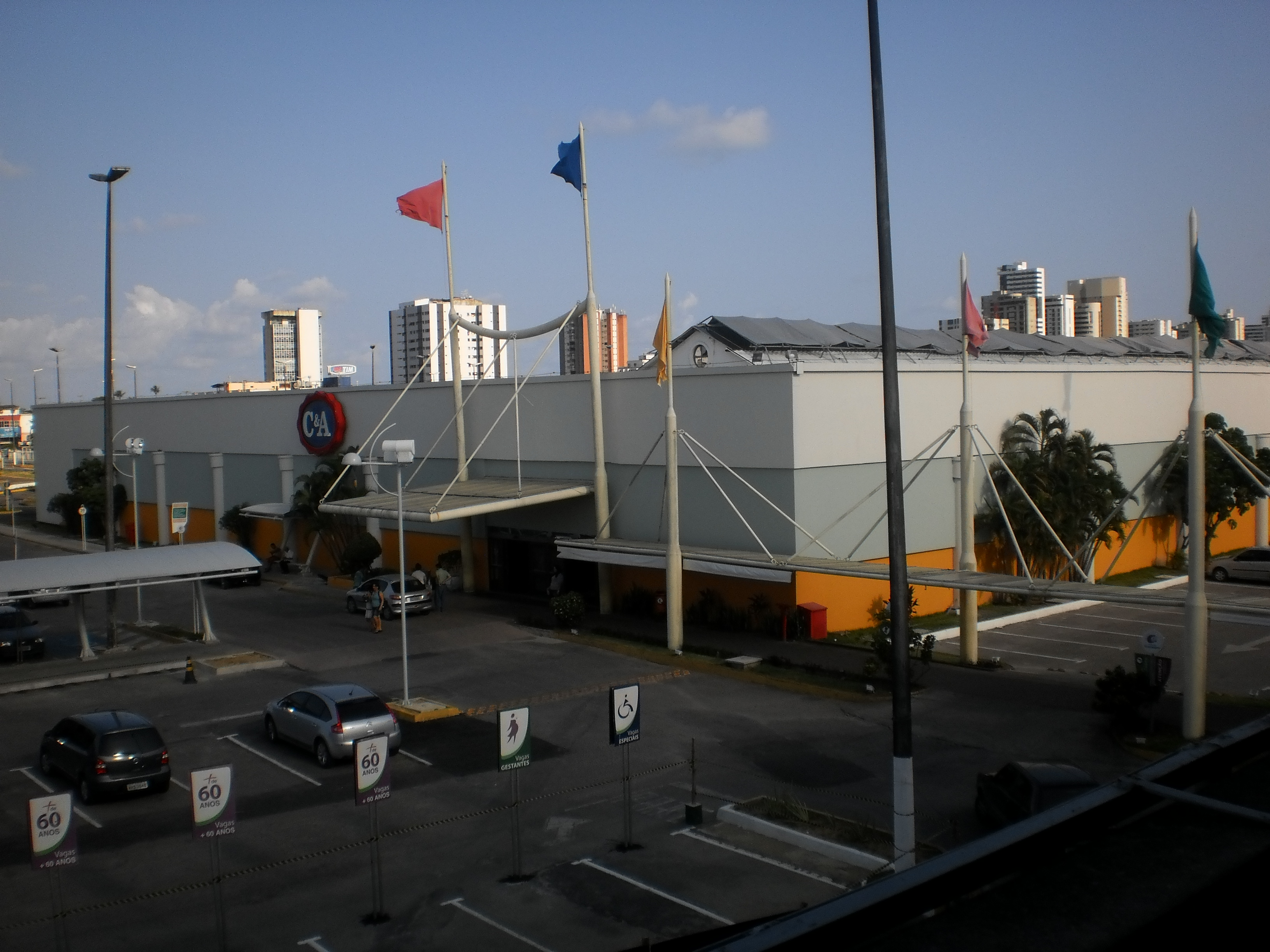
Shopping Guararapes, localizado em Piedade.

Em 1648 foi fundada a Igreja de Nossa Senhora da Piedade, que deu origem ao bairro. Foi construída nas terras de Francisco Gomes; assim sendo, até o século XVII a praia de Piedade se chamava praia de Francisco Gomes.
A Praia de Piedade só obteve esse nome quando foi construída a Capela que deu origem à atual Igreja da Piedade, defronte do mar e cuja construção foi atribuída a Francisco Gomes Salgueiro. Este, segundo a tradição, teria feito a promessa que construiria uma igreja em suas terras caso escapasse de um naufrágio. Cumpriu a promessa e doou o terreno da igreja aos frades carmelitas que ali instalaram um convento. A data da construção da igreja é de 1683, conforme consta no seu túmulo situado na mesma. Por estes idos a Praia também era conhecida como Praia de Francisco Gomes.
Num trecho da Praia de Piedade, situado nos limites com Candeias, existiu um porto durante o período colonial onde aportavam navios negreiros. Por isso, esse local era conhecido por Venda Grande e até hoje alguns ainda utilizam essa denominação. Até o final do século XIX, no local, fora a igreja e o convento, não existia nada além de algumas casas de pescadores e uma densa vegetação de restinga onde abundavam os cajueiros e mangabeiras. Destacava-se na época em Venda Grande apenas uma casa, no local então conhecido como Focinho de Boi.

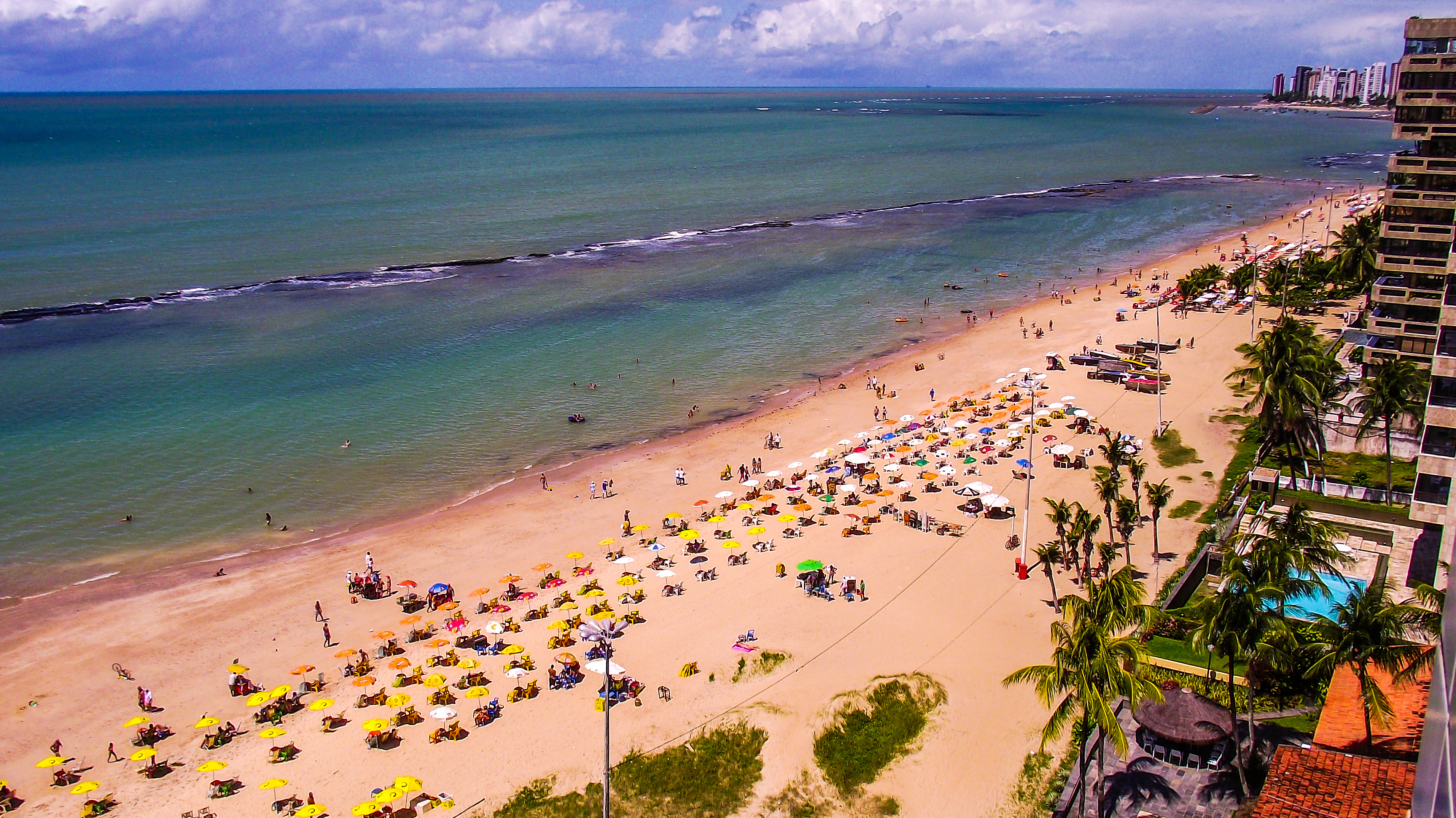
Orla de Piedade.

Fazendo uma caminhada pela Praia de Piedade percebe-se que os arrecifes dominam o trecho compreendido entre a altura da Rua do Loreto até as proximidades da Igreja. Nele, muitas pessoas pescam e aproveitam a proteção oferecida para banharem-se nas piscinas naturais formadas. 
Em 2025, a Praia de Piedade tornou-se a primeira localidade no mundo a receber uma reserva solar, área destinada à preservação do acesso à luz solar na faixa de areia. A iniciativa foi idealizada pelo setor privado, com apoio da Prefeitura de Jaboatão dos Guararapes, e teve como base conceitos aplicados em reservas florestais e marinhas, voltados à proteção de determinados habitats. O projeto se insere no contexto de ações de desenvolvimento urbano sustentável visando a conscientização sobre os impactos da verticalização costeira e a valorização do espaço público litorâneo. 